# Konstantin IV av Armenien
Konstantin IV av Armenien, död 1373, var regerande kung av Armenien 1362-1373. 